# Provincia di Nakhon Sawan
La provincia di Nakhon Sawan si trova in Thailandia e fa parte del gruppo regionale della Thailandia del Nord. Si estende per 9.579 km², ha 1.060.647 abitanti ed il capoluogo è il distretto di Mueang Nakhon Sawan. La città principale è Nakhon Sawan.

## Geografia antropica

### Suddivisioni amministrative

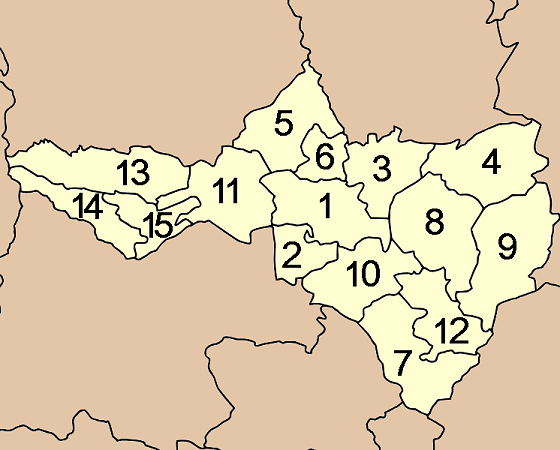
Mappa degli Amphoe

La provincia è suddivisa in 15 distretti (amphoe). Questi a loro volta sono suddivisi in 130 sottodistretti (tambon) e 1328 villaggi (muban).
| 1. Mueang Nakhon Sawan 2. Krok Phra 3. Chum Saeng 4. Nong Bua 5. Banphot Phisai 6. Kao Liao 7. Takhli 8. Tha Tako | 1. Phaisali 2. Phayuha Khiri 3. Lat Yao 4. Tak Fa 5. Mae Wong 6. Mae Poen 7. Chum Ta Bong |